# Le Baiser de l'ours
Pour plus de détails, voir Fiche technique et Distribution.
Le Baiser de l'ours est un film réalisé par Sergueï Vladimirovitch Bodrov, sorti en 2002.

## Synopsis
Dans une famille du cirque, les parents de Lola achètent un ourson. C'est Lola qui va se charger de le dresser dans le but de monter un numéro.

## Fiche technique
- Titre français : Le Baiser de l'ours
- Titre italien : Il Bacio dell'orso
- Titre international : Bear's Kiss
- Réalisation : Sergueï Vladimirovitch Bodrov
- Scénario : Sergueï Vladimirovitch Bodrov, Carolyn Cavallero
- Musique : Gia Kancheli
- Production : CTB
- Pays de production :  Allemagne,  Suède,  Russie,  Espagne,  France et  Italie
- Durée : 101 min (91 au Canada)
- Dates de sortie :
  - Italie : 3 septembre 2002 (Mostra de Venise) / 13 septembre 2002 (sortie nationale)
  - Allemagne 28 septembre 2002 (Hamburg Film Festival) / 11 décembre 2003 (sortie nationale)
  - Espagne : 18 juillet 2003
  - France : 31 décembre 2003

## Distribution
- Rebecca Liljeberg : Lola
- Joachim Król : Groppo
- Sergueï Bodrov : Micha
- Keith Allen : Lou
- Maurizio Donadoni : Marco
- Anne-Marie Pisani : Margarita
- Marcela Musso : Anna
- Ariadna Gil : Carmen
- Silvio Orlando : Ringmaster
- Alexandre Bachirov : le marchand d'animaux